# 国広哲弥
国広 哲弥（くにひろ てつや、1929年7月23日 -2022年2月6日）は、日本の言語学者、東京大学名誉教授、神奈川大学名誉教授。

## 略歴
1929年、山口県宇部市生まれ。旧制宇部中学校を卒業し、1947年に旧制山口高校文科甲類に入学。1950年、東京大学文学部言語学科に進んで1954年に卒業。
卒業後は、山口県立萩高等学校の英語教員となった。1959年10月、島根大学文理学部英語英文学科の講師となり、英語学を講じた。1964年、助教授に昇進。1967年、茨城大学教育学部助教授に就任。さらに翌1968年、母校の東京大学文学部言語学科助教授となった。1974年から1975年まで、フルブライト上級研究員としてコーネル大学日本語学科に滞在。1975年2月から8月まで、トリニティ大学客員教授。1979年、東京大学に学位論文「意味論の方法」を提出して文学博士号を取得。1980年、東京大学教授に昇進した。1990年に東京大学を定年退官し、名誉教授となった。その後は神奈川大学外国語学部教授として教鞭をとり、1994年に退任、2000年同大学名誉教授となった。
学界では、1985年4月から1988年3月まで第10代日本言語学会会長をつとめ、同年4月より顧問となる（ - 2008）。また、1995年から2005年まで第2代東京言語研究所所長。2016年9月より日本認知言語学会 顧問をつとめる（日本認知言語学会は2000年設立、設立発起人の一人でもある）。

## 研究内容・業績
- 『日本語学を斬る』の「あとがきに代えて―私が言語学の道に入るまで―」に自伝的な記述があり、恩師として旧制中学時代の岩本義雄、旧制山口高校時代の田中美輝、東京大学時代の服部四郎をあげている。「旧制山口高校に入学したとき、一般の研究者とは異なって、日本語と英語に同じ比重をおいて勉強してゆくという大方針を決めたのです」と述べており、後年の日本語と英語を対照研究してゆく視点を持っていた。

## 著書

### 単著
- 『構造的意味論 日英両語対照研究』三省堂, 1967
- 『意味の諸相』三省堂, 1970
- 『意味論の方法』大修館書店, 1982
- 『日本語誤用・慣用小辞典』講談社現代新書, 1991
- 『日本語誤用・慣用小辞典「続」』講談社現代新書, 1995
- 『理想の国語辞典』大修館書店, 1997
- 『日本語の多義動詞 (理想の国語辞典 2)』大修館書店, 2006
- 『新編 日本語誤用・慣用小辞典』講談社現代新書, 2010
- 『日本語学を斬る』研究社, 2015

### 共編著
- 『ことばの意味』全3巻 平凡社選書, 1982
- 『アクセント・イントネーション・リズムとポーズ』廣瀬肇,河野守夫 三省堂, 1997
- 『小学館プログレッシブ英和中辞典』小西友七・安井稔共編 小学館, 1980
- 『プログレッシブ英語逆引き辞典』堀内克明共編 小学館, 1999

### 翻訳
- J.ライオンズ『理論言語学』杉浦茂夫,東信行共訳 大修館書店, 1973
- ダニー・D.スタインバーグ『心理言語学 思考と言語教育』鈴木敏昭共訳 研究社出版, 1988

### 記念論集
- 『文法と意味の間』国広哲弥教授還暦退官記念論文集編集委員会 くろしお出版, 1990
- 『日本語・意味と文法の風景 国広哲弥教授古稀記念論文集』山田進,菊地康人,籾山洋介編 ひつじ書房, 2000

## 資料
- 「追悼 国広哲弥先生」『言語研究』第162号、日本言語学会、2022年9月、157-167頁。